# Stenogyne kamehamehae
Stenogyne kamehamehae är en kransblommig växtart som beskrevs av Heinrich Wawra. Stenogyne kamehamehae ingår i släktet Stenogyne och familjen kransblommiga växter. Inga underarter finns listade i Catalogue of Life.